# Серж Гагарін
Серж Гагарін (справжнє ім'я — Сергій Володимирович Гагарін) — український радіоведучий, телеведучий, продюсер, ведучий заходів, блогер, військовий ЗСУ.

## Біографія
Народився 16 січня 1985 року у Львові. У 2002 році закінчив місцеву середню загальноосвітню школу №3. У 2007 році закінчив Національний університет «Львівська політехніка» за спеціальністю «Логістика», магістр.
З 2007 року живе та працює у Києві. Виховує двох синів: Дмитра (народився 3 листопада 2014 року) та Тимофія (народився 20 грудня 2021 року).
З 12 квітня 2022 року добровільно долучився до Сил оборони України. До листопада 2022 року був командиром стрілецької роти у Національній гвардії України (військова частина 3082). Від листопада 2022 року є військовим Центральної телерадіостудії Міністерства оборони України. Поточне військове звання: майор.

## Радіо
Вперше вийшов у радіоефір 17 березня 2003 року на «Gala Radio» у Львові, яке перебувало у складі медіахолдингу «Студія «Люксен». Також долучався до різних проєктів інших радіостанцій холдингу, а саме: «Хіт FM», «Наше радіо», «Love радіо», «Мелодія», «M FM».
З 2007 року працює у всеукраїнському ефірі «Gala Radio», ведучи культові шоу «9 о 9», «Зоряний час», «Давай вставай», хітпаради «Шереметьєво-Бориспіль» та «Пашина 20-ка». З 2013 до 2015 року — програмний директор та брендвойс радіостанції. Поряд із тим консультує локальну мережу радіо «Формат» (Запорізька область).
2016-2017 рр. — виконавчий продюсер радіостанцій «Europa Plus» та «Nostalgie», співведучий відвертого шоу «Без гриму».
З 2017 року до 24 лютого 2022 року працював на радіо «П’ятниця» у складі «UMH radiogroup», вів одну з найбільш рейтингових в Україні ранкових програм — «ТребаНадоШоу» у парі з Анною Свірідовою.
У різний час долучався до проєктів «Авторадіо», «Люкс FM», «Радіо ЄС», «Город FM», «Новое радио», «Бориспіль FM», «Радіо НВ», «Ретро FM», «Голос столиці», «Громадське.Волинь», «СіД FM» та Міжнародного радіо Китаю (CRI). Є одним із розробників «Folk FM» — радіо, яке у 2016-2017 рр. мовило на святкових локаціях Києва.
З листопада 2022 року служить на військовому радіо «Армія FM».

## Продюсування
У період 2009-2012 рр. бере участь у створенні та продюсує телеверсії музичних шоу «Michael Jackson Tribute», «Діви», «Кумири 80-90-х», «Queen Tribute», телешоу «З Новим ранком!», «15 хвилин до завтра», «Вечір. Паша. Зорі», які у різний час були показані й транслювалися на телеканалах «Інтер», «К1» та «MTV». Також продюсує великі благодійні концерти-присвячення світовим зіркам — Michael Jackson, «The Beatles», «Queen» — що відбулися в МЦКМ «Жовтневий» у Києві.
З 2011 року є продюсером Національної музичної премії YUNA, входить до складу журі. Наявна перерва у продюсуванні пов’язана зі службою в армії.
У 2015-2016 рр. — креативний директор компанії «Master Management», яка продюсувала та надавала послуги PR українським та європейським артистам: Alexander Rybak, Arsenium, Alexandra Stan, Radiokiller, Діма Коляденко, Наталія Бучинська, Ігор Кондратюк, Влад Дарвін та ін.
У 2017-2018 рр. — медіаменеджер та експерт зі ЗМІ бізнесової спільноти ЛІГАclub ділового видання Liga.net.
У 2021-2022 рр. — головний продюсер каналу доказової медицини MED+.

## Ведення заходів
Ведучим заходів професійно працює з 2003 року. Окрім приватних івентів, вів великі події: червона доріжка церемонії «VIVA! Найкрасивіші» (2009), «Litvinovka Football Fan Festival» (2012), Головний бал країни «Карнавалія» (2013), «Miss Odessa Open» (2014), «VIVA! Beauty Day» і церемонії «VIVA! Beauty Hit» (2015, 2016), «Головна ялинка країни» (2017), «Запальна Масляна на ВДНГ» (2018-2021, аудиторія від 60 000 до 82 000 чол.), дні міст Бориспіль, Кременчук, Мелітополь, Рівне, Васильків, Харків, Трипілля, Новогродівка, Славута (2018-2019, аудиторія від 7 000 до 40 000 чол.), фестиваль «Дискотека 80-х» у київському Палаці Спорту (2019, аудиторія 10 000 чол.), фестиваль «Гуморина» в Одесі (2019, аудиторія 100 000 чол.) та ін.
Як ведучий співпрацював з брендами: СКМ, «Златогор», «Puma», АКБ «Дністер», «Chery», ЕВА, «McDonalds», «Royal Canin», «ВоПак», «Росава», «Шок», «B-Hush», «Couture de Fleur», «Ligamedia», «Winner Automotive», «Rehau», «Folk Ukraine», «Оранжбуд», «Mr. Zuma», «Ареон Консалтинг», «Medicover», «Biologique Recherche», «VARAMAR», «НІБУЛОН» та ін.
Від початку широкомасштабної війни у вільний від військової служби час веде численні благодійні та волонтерські заходи.

## Блог
У 2018-2019 рр. випускав на власному каналі в Youtube блог #GagarINmusic, відео на якому мають сотні тисяч живих переглядів.

## Цікаві факти
- На долю Сержа Гагаріна в радіоефірі фактично вплинула співачка Руслана, яка у 2003 році працювала творчим директором медіахолдингу «Студія «Люксен» та стала його першим роботодавцем.[13]
- Став першим професійним коментатором скачок на львівському іподромі. [13]
- Є фігурантом рейтингу найуспішніших радіоведучих Львова.[15]
- У 2008 році взяв участь в зйомках фільму «Автовідповідач» режисера Олександра Жеребка.[16][17][18][19]
- Разом із Павлом Шильком, Славою Говоруном є співавтором книги «Енциклопедія гарного настрою» (Вид. Пугач О.В., 2010)
- У 2017 році працював у складі 5-ки Національного професійного журі від України на міжнародному пісенному конкурсі «Євробачення».[20]
- Голос Сержа Гагаріна звучить із радіоприймача у відеокліпі Гаріка Бірчі на пісню «Рая» (2019). Також більшість кінотеатрів Києва та України з 2013 року перед кожним сеансом використовують аудіоролик щодо відповідальності за порушення прав інтелектуальної власності, записаний голосом Сержа.[13]
- Є співавтором слів пісні «Курортний роман» українського співака Артура Боссо.
- Взимку 2021-2022 рр. працював телеведучим у кадрі на каналі доказової медицини MED+.
- У період весни-літа 2025 року виконував бойові та спеціальні завдання у районі ведення бойових дій на Лиманському напрямку. Нагороджений медаллю «Військовій доблесті» Командувачем Сухопутних військ Збройних Сил України генерал-майором Михайлом Драпатим.